# James Ballagh
James Hamilton Ballagh (1832-1920) est un missionnaire protestant américain actif au Japon durant l'ère Meiji. Il est le frère aîné du conseiller étranger John Ballagh.

## Biographie
En 1844, sa famille s'installe à New York où il commence à travailler en tant que chandler (?). Plus tard, sa famille déménage pour le comté de Rockland mais lui reste à New York. Il étudie à l'université Rutgers dans le New Jersey puis étudie après son diplôme à l'école de théologie du Nouveau-Brunswick d'où il sort diplômé en 1860 et est ordonné prêtre la même année. Il épouse Margaret Tate Kinnear en mai 1861 et, immédiatement après le mariage, est envoyé au Japon au service des Missions étrangères de l'église réformée en Amérique. Il arrive dans ce pays avec sa femme le 11 novembre 1861.
Ils s'installent à Yokohama et est engagé dans les activités de prosélytisme. Il apprend la langue japonaise auprès de Yano Mototake qui devient le premier baptisé protestant du Japon le 4 novembre 1864. En 1867, il participe à la construction d'une église sur un établissement étranger. De nombreux Japonais y sont convertis et baptisés, et en 1872, une congrégation est établie par ces convertis. En 1875, celle-ci construit la première église protestante pour les Japonais sur le site de l'ancienne église de Ballagh (cette église sera cependant détruite lors du grand tremblement de terre de Kanto de 1923). En 1871, l'école Takashima est établie à Yokohama et il y enseigne l'anglais en remplacement de son frère John Ballagh.
Il continue cependant son travail de missionnaire dans la région de Tokyo. En 1907, il reçoit le diplôme de docteur en théologie de l'université Rutgers. Il retourne aux États-Unis en 1919 et meurt durant ses vacances à Richmond en 1920.

## Famille
Sa femme, Margaret Tate Kinnear, est née le 23 novembre 1840 en Virginie. Elle perd ses parents pendant sa jeunesse et est élevée par sa tante. Après son mariage en 1861, elle habite à Yokohama où elle s'installe à la résidence # 167.
Sa correspondance de 1861 à 1866 est publiée en 1908 sous le titre d'Aperçus de l'ancien Japon. Le paysage y est décrit en détail et précision.
Elle meurt le 14 mars 1909 et est enterré au cimetière étranger de Yokohama.
Ils ont quatre enfants : Edna, Rebecca Nielsen (1888-1909), mariée à H. A. Poole, Anna H., mariée à R. E. McAlpine, Carrie E. La liste est cependant peut-être incomplète.